# I liga argentyńska w piłce nożnej (1989/1990)
Mistrzem Argentyny w sezonie 1989/90 został klub River Plate, natomiast wicemistrzem Argentyny – Independiente.
Do Copa Libertadores 1991 zakwalifikowały się dwa kluby:
- River Plate (mistrz Argentyny)
- Boca Juniors (zwycięzca turnieju Liguilla Pre Libertadores)

Tabela spadkowa zadecydowała o tym, które kluby spadną do drugiej ligi (Primera B Nacional Argentina). Bezpośredni do drugiej ligi spadł ostatni w tabeli klub Instituto Córdoba. Przedostatni (Racing Córdoba) i trzeci klub od końca (Chaco For Ever Resistencia) rozegrały baraż, który wyłonił drugiego spadkowicza – Racing Córdoba. Na ich miejsce awansowały dwa kluby z drugiej ligi – CA Huracán i Club Atlético Lanús.

## Primera división 1989/1990

### Kolejka 1
| Data                | Mecz                                                                                                |
| ------------------- | --------------------------------------------------------------------------------------------------- |
| 13 sierpnia 1989    | Instituto Córdoba – Independiente 1:4 Walter R. Bello – Ricardo O. Giusti (3), Marcelo J. Reggiardo |
| 13 sierpnia 1989    | Ferro Carril Oeste – Estudiantes La Plata 0:0                                                       |
| 13 sierpnia 1989    | CA Vélez Sarsfield – Deportivo Mandiyú 0:1 Mario B. Lucca s                                         |
| 13 sierpnia 1989    | Racing Córdoba – Argentinos Juniors 0:0                                                             |
| 13 sierpnia 1989    | Chaco For Ever Resistencia – CA Platense 2:0 Norberto H. Toledo, Hugo M. Noremberg                  |
| 13 sierpnia 1989    | Gimnasia y Esgrima La Plata – San Lorenzo de Almagro 0:1 Luis A. Villarreal (k)                     |
| 13 sierpnia 1989    | Racing Club de Avellaneda – Talleres Córdoba 0:0                                                    |
| 23 sierpnia 1989    | River Plate – Newell’s Old Boys 0:0                                                                 |
| 30 sierpnia 1989    | Deportivo Español – Unión Santa Fe 1:1 Marcelo O. Caviglia – Gustavo P. Echaniz                     |
| 4 października 1989 | Rosario Central – Boca Juniors 0:0                                                                  |

### Kolejka 2
| Data             | Mecz |
| ---------------- | --- |
| 20 sierpnia 1989 | Talleres Córdoba – Gimnasia y Esgrima La Plata 1:2 José L. Pochettino – Miguel A. Gambier, Carlos J. Odriozola                       |
| 20 sierpnia 1989 | Newell’s Old Boys – Deportivo Español 2:1 Ariel O. Cozzoni (2) – Jorge R. Pautasso s                                                 |
| 20 sierpnia 1989 | Deportivo Mandiyú – Ferro Carril Oeste 1:0 José O. Blanchart mecz rozegrany został na stadionie klubu Huracán Corrientes             |
| 23 sierpnia 1989 | Racing Club de Avellaneda – Instituto Córdoba 2:1 Hugo L. Pérez (k), Marcelo A. Botana – Walter R. Bello                             |
| 23 sierpnia 1989 | San Lorenzo de Almagro – Chaco For Ever Resistencia 1:0 Darío A. Siviski mecz rozegrany został na stadionie klubu Ferro Carril Oeste |
| 23 sierpnia 1989 | CA Platense – Racing Córdoba 3:1 Ariel E. Boldrini, Claudio A. Spontón, Guillermo R. Rodríguez – Julio H. Ceballos                   |
| 23 sierpnia 1989 | Argentinos Juniors – Rosario Central 0:0 mecz rozegrany został na stadionie klubu Atlanta Buenos Aires                               |
| 23 sierpnia 1989 | Estudiantes La Plata – Independiente 1:1 Mario E. Cariaga – José M. Bianco                                                           |
| 6 września 1989  | Unión Santa Fe – CA Vélez Sarsfield 0:0                                                                                              |
| 6 września 1989  | Boca Juniors – River Plate 1:0 José L. Cuciuffo                                                                                      |

### Kolejka 3
| Data             | Mecz |
| ---------------- | --- |
| 27 sierpnia 1989 | Instituto Córdoba – Estudiantes La Plata 0:0                                                                                     |
| 27 sierpnia 1989 | Independiente – Deportivo Mandiyú 0:0                                                                                            |
| 27 sierpnia 1989 | Ferro Carril Oeste – Unión Santa Fe 2:1 Adrián A. Bianchi, Daniel A. González – José A. Castro                                   |
| 27 sierpnia 1989 | CA Vélez Sarsfield – Newell’s Old Boys 1:0 Diego P. Simeone                                                                      |
| 27 sierpnia 1989 | Deportivo Español – Boca Juniors 1:0 Alejandro M. Kenig mecz rozegrany został na stadionie klubu CA Huracán                      |
| 27 sierpnia 1989 | River Plate – Argentinos Juniors 1:0 Enrique E. Corti                                                                            |
| 27 sierpnia 1989 | Rosario Central – CA Platense 2:1 Pedro D. Uliambre (2) – Norberto S. Callipo                                                    |
| 27 sierpnia 1989 | Racing Córdoba – San Lorenzo de Almagro 1:0 Aníbal F. Muggione                                                                   |
| 27 sierpnia 1989 | Chaco For Ever Resistencia – Talleres Córdoba 2:2 Hugo M. Noremberg, Celso A. Freyre – José R. Iglesias, Adolfino Cañete Ascurra |
| 27 sierpnia 1989 | Gimnasia y Esgrima La Plata – Racing Club de Avellaneda 1:0 Carlos J. Odriozola                                                  |

### Kolejka 4
| Data            | Mecz |
| --------------- | --- |
| 3 września 1989 | Gimnasia y Esgrima La Plata – Instituto Córdoba 0:0                                                                                        |
| 3 września 1989 | Racing Club de Avellaneda – Chaco For Ever Resistencia 0:0                                                                                 |
| 3 września 1989 | Talleres Córdoba – Racing Córdoba 1:0 Mario E. Bevilaqua mecz rozegrany został na stadionie klubu Instituto Córdoba                        |
| 3 września 1989 | San Lorenzo de Almagro – Rosario Central 0:2 Pedro D. Uliambre, José A. Chamot mecz rozegrany został na stadionie klubu Ferro Carril Oeste |
| 3 września 1989 | CA Platense – River Plate 0:1 Gabriel O. Batistuta mecz rozegrany został na stadionie klubu CA Vélez Sarsfield                             |
| 3 września 1989 | Argentinos Juniors – Deportivo Español 0:1 Walter A. Parodi mecz rozegrany został na stadionie klubu Atlanta Buenos Aires                  |
| 3 września 1989 | Boca Juniors – CA Vélez Sarsfield 1:1 Humberto D. Gutiérrez – Osvaldo I. Coloccini                                                         |
| 3 września 1989 | Newell’s Old Boys – Ferro Carril Oeste 1:0 Mario H. Videla                                                                                 |
| 3 września 1989 | Unión Santa Fe – Independiente 1:1 Gustavo P. Echaniz – Rubén D. Insúa                                                                     |
| 3 września 1989 | Deportivo Mandiyú – Estudiantes La Plata 0:0 mecz rozegrany został na stadionie klubu Huracán Corrientes                                   |

### Kolejka 5
| Data                 | Mecz |
| -------------------- | --- |
| 10 września 1989     | Instituto Córdoba – Deportivo Mandiyú 1:0 Walter R. Bello mecz przerwany został w 79 minucie – dokończony 24 października 1989 |
| 10 września 1989     | Estudiantes La Plata – Unión Santa Fe 4:2 Juan C. Ramírez, Mario E. Cariaga (3, 2k) – Gustavo P. Echaniz, José A. Castro       |
| 10 września 1989     | Independiente – Newell’s Old Boys 2:1 Claudio A. Osterrieth (2) – Ariel O. Cozzoni                                             |
| 10 września 1989     | Ferro Carril Oeste – Boca Juniors 0:0                                                                                          |
| 10 września 1989     | CA Vélez Sarsfield – Argentinos Juniors 1:0 Ricardo A. Gareca                                                                  |
| 10 września 1989     | Deportivo Español – CA Platense 2:0 Walter A. Parodi, Alejandro M. Kenig                                                       |
| 10 września 1989     | River Plate – San Lorenzo de Almagro 1:0 Favio M. Tallarico                                                                    |
| 10 września 1989     | Rosario Central – Talleres Córdoba 1:0 Pedro D. Uliambre                                                                       |
| 10 września 1989     | Racing Córdoba – Racing Club de Avellaneda 1:1 Rubén A. Tanucci – Fernando F. Lanzidei                                         |
| 10 września 1989     | Chaco For Ever Resistencia – Gimnasia y Esgrima La Plata 0:0                                                                   |
| 24 października 1989 | Instituto Córdoba – Deportivo Mandiyú 2:0 Walter R. Bello (2) dokończenie 11 minut z 10 września 1989                          |

### Kolejka 6
| Data             | Mecz |
| ---------------- | --- |
| 13 września 1989 | Chaco For Ever Resistencia – Instituto Córdoba 1:2 Miguel A. Ortolá – Walter R. Bello (2)                                                         |
| 13 września 1989 | Gimnasia y Esgrima La Plata – Racing Córdoba 3:0 Guillermo P. Guendulain (3)                                                                      |
| 13 września 1989 | Racing Club de Avellaneda – Rosario Central 2:1 Hugo L. Pérez, Mario A. Vanemerak – Edgardo Bauza                                                 |
| 13 września 1989 | Talleres Córdoba – River Plate 0:0 mecz rozegrany został na stadionie klubu Instituto Córdoba                                                     |
| 13 września 1989 | San Lorenzo de Almagro – Deportivo Español 1:1 Gustavo A. Carrasco – Walter A. Parodi mecz rozegrany został na stadionie klubu Ferro Carril Oeste |
| 13 września 1989 | CA Platense – CA Vélez Sarsfield 3:1 Marcelo F. Espina (3, 1k) – Sergio F. Zárate                                                                 |
| 13 września 1989 | Argentinos Juniors – Ferro Carril Oeste 1:0 Fernando G. Cáceres (k) mecz rozegrany został na stadionie klubu Atlanta Buenos Aires                 |
| 13 września 1989 | Boca Juniors – Independiente 1:0 Walter O. Perazzo Otero                                                                                          |
| 13 września 1989 | Newell’s Old Boys – Estudiantes La Plata 0:0 |
| 13 września 1989 | Unión Santa Fe – Deportivo Mandiyú 1:1 José A. Castro – César J. Vega Perrone                                                                     |

### Kolejka 7
| Data             | Mecz |
| ---------------- | --- |
| 17 września 1989 | Instituto Córdoba – Unión Santa Fe 0:0 |
| 17 września 1989 | Deportivo Mandiyú – Newell’s Old Boys 0:0 mecz rozegrany został na stadionie klubu Huracán Corrientes                                                                   |
| 17 września 1989 | Estudiantes La Plata – Boca Juniors 1:1 Alejandro M. Russo – Diego F. Latorre                                                                                           |
| 17 września 1989 | Independiente – Argentinos Juniors 4:3 Carlos A. Alfaro Moreno (2), Ricardo O. Giusti, Rubén D. Insúa (k) – Carlos A. Mayor, Silvio G. Rudman, Osvaldo G. Rodríguez (k) |
| 17 września 1989 | Ferro Carril Oeste – CA Platense 1:0 Fabián L. Alegre |
| 17 września 1989 | CA Vélez Sarsfield – San Lorenzo de Almagro 1:1 Ricardo A. Gareca – Gustavo González                                                                                    |
| 17 września 1989 | Deportivo Español – Talleres Córdoba 1:2 Alejandro M. Kenig – Mario E. Bevilaqua, José R. Iglesias                                                                      |
| 17 września 1989 | River Plate – Racing Club de Avellaneda 3:1 Gabriel O. Batistuta, Favio M. Tallarico, Ramón I. Medina Bello – Jorge J. Olarticoechea                                    |
| 17 września 1989 | Rosario Central – Gimnasia y Esgrima La Plata 1:0 Juan A. Pizzi |
| 17 września 1989 | Racing Córdoba – Chaco For Ever Resistencia 2:0 Arsenio R. Benítez, Daniel E. Ibarra                                                                                    |

### Kolejka 8
| Data             | Mecz |
| ---------------- | --- |
| 24 września 1989 | Racing Córdoba – Instituto Córdoba 0:0 |
| 24 września 1989 | Chaco For Ever Resistencia – Rosario Central 1:1 Hugo M. Noremberg – Edgardo Bauza                                                                                       |
| 24 września 1989 | Gimnasia y Esgrima La Plata – River Plate 1:0 Víctor H. Heredia |
| 24 września 1989 | Racing Club de Avellaneda – Deportivo Español 4:3 Omar J. Cabral, Osvaldo S. Escudero (3) – Alejandro M. Kenig (3)                                                       |
| 24 września 1989 | Talleres Córdoba – CA Vélez Sarsfield 0:1 Juan G. Funes mecz rozegrany został na stadionie klubu Instituto Córdoba                                                       |
| 24 września 1989 | San Lorenzo de Almagro – Ferro Carril Oeste 0:0 mecz rozegrany został na stadionie klubu CA Huracán                                                                      |
| 24 września 1989 | CA Platense – Independiente 2:2 Amílcar J. Ivanovic, Claudio A. Spontón – Marcelo J. Reggiardo, Ricardo E. Bochini                                                       |
| 24 września 1989 | Argentinos Juniors – Estudiantes La Plata 2:1 Silvio G. Rudman, Roberto Mogrovejo – Carlos P. Mac Allister mecz rozegrany został na stadionie klubu Atlanta Buenos Aires |
| 24 września 1989 | Boca Juniors – Deportivo Mandiyú 4:2 Alfredo O. Graciani, Blas A. Giunta (2), Diego F. Latorre – Félix R. Torres, Daniel O. Leani                                        |
| 24 września 1989 | Newell’s Old Boys – Unión Santa Fe 2:2 Adrián B. Taffarel, Mario H. Videla – Gustavo P. Echaniz, José A. Castro                                                          |

### Kolejka 9
| Data                | Mecz |
| ------------------- | --- |
| 30 września 1989    | Deportivo Mandiyú – Argentinos Juniors 0:0 mecz rozegrany został na stadionie klubu Huracán Corrientes                           |
| 1 października 1989 | Instituto Córdoba – Newell’s Old Boys 0:1 Miguel A. Fullana                                                                      |
| 1 października 1989 | Unión Santa Fe – Boca Juniors 2:2 Leonardo C. Madelón, Carlos A. González – Alfredo O. Graciani, Claudio O. Marangoni            |
| 1 października 1989 | Estudiantes La Plata – CA Platense 0:1 Marcelo F. Espina                                                                         |
| 1 października 1989 | Independiente – San Lorenzo de Almagro 4:1 Rubén D. Insúa, Carlos A. Alfaro Moreno (2), Marcelo J. Reggiardo – Alberto F. Acosta |
| 1 października 1989 | Ferro Carril Oeste – Talleres Córdoba 1:1 Fabián L. Itabel (k) – José R. Iglesias                                                |
| 1 października 1989 | CA Vélez Sarsfield – Racing Club de Avellaneda 1:1 Diego P. Simeone – Osvaldo S. Escudero                                        |
| 1 października 1989 | Deportivo Español – Gimnasia y Esgrima La Plata 2:1 Sergio A. Zanetti, Marcelo O. Caviglia – Roberto A. Depietri                 |
| 1 października 1989 | River Plate – Chaco For Ever Resistencia 1:0 Sergio D. Batista                                                                   |
| 1 października 1989 | Rosario Central – Racing Córdoba 0:2 Jorge E. Cruz Cruz, Miguel A. Barrios                                                       |

### Kolejka 10
| Data                | Mecz |
| ------------------- | --- |
| 8 października 1989 | Rosario Central – Instituto Córdoba 3:0 Edgardo Bauza, Juan A. Pizzi (2)                                                                                             |
| 8 października 1989 | Racing Córdoba – River Plate 1:2 Jorge E. Cruz Cruz – Gabriel O. Batistuta, Jorge N. Higuaín                                                                         |
| 8 października 1989 | Chaco For Ever Resistencia – Deportivo Español 2:1 Pedro I. Salaberry (2) – José A. Batista González (k)                                                             |
| 8 października 1989 | Gimnasia y Esgrima La Plata – CA Vélez Sarsfield 0:0 |
| 8 października 1989 | Racing Club de Avellaneda – Ferro Carril Oeste 0:0 |
| 8 października 1989 | Talleres Córdoba – Independiente 0:0 |
| 8 października 1989 | San Lorenzo de Almagro – Estudiantes La Plata 0:0 mecz rozegrany został na stadionie klubu Ferro Carril Oeste                                                        |
| 8 października 1989 | CA Platense – Deportivo Mandiyú 1:1 Darío O. Scotto – Félix R. Torres                                                                                                |
| 8 października 1989 | Argentinos Juniors – Unión Santa Fe 2:0 Antonio V. González, Silvio G. Rudman mecz rozegrany został na stadionie klubu Atlanta Buenos Aires                          |
| 8 października 1989 | Boca Juniors – Newell’s Old Boys 4:2 Alfredo O. Graciani (k), Walter O. Perazzo Otero, Alejandro E. Barberón, José L. Cuciuffo – Mario H. Videla (k), Raúl R. Falero |

### Kolejka 11
| Data                 | Mecz |
| -------------------- | --- |
| 15 października 1989 | Instituto Córdoba – Boca Juniors 1:1 Julio C. Toresani – Walter O. Perazzo Otero                                               |
| 15 października 1989 | Newell’s Old Boys – Argentinos Juniors 1:2 Ariel O. Cozzoni – Silvio G. Rudman (2)                                             |
| 15 października 1989 | Unión Santa Fe – CA Platense 0:0                                                                                               |
| 15 października 1989 | Deportivo Mandiyú – San Lorenzo de Almagro 0:0 mecz rozegrany został na stadionie klubu Huracán Corrientes                     |
| 15 października 1989 | Estudiantes La Plata – Talleres Córdoba 2:1 Rodolfo E. Cardoso (2) – José R. Iglesias                                          |
| 15 października 1989 | Independiente – Racing Club de Avellaneda 2:2 Claudio A. Osterrieth, Mario H. Lobo – Hugo L. Pérez (k), Jorge J. Olarticoechea |
| 15 października 1989 | Ferro Carril Oeste – Gimnasia y Esgrima La Plata 0:0                                                                           |
| 15 października 1989 | CA Vélez Sarsfield – Chaco For Ever Resistencia 4:1 Claudio A. Morresi (3), Ricardo A. Gareca – Gerardo M. Rojo                |
| 15 października 1989 | Deportivo Español – Racing Córdoba 2:1 Walter A. Parodi, Luis R. Abdeneve – Jorge E. Cruz Cruz                                 |
| 15 października 1989 | River Plate – Rosario Central 0:0                                                                                              |

### Kolejka 12
| Data                 | Mecz |
| -------------------- | --- |
| 22 października 1989 | River Plate – Instituto Córdoba 2:0 Ernesto E. Corti (2) |
| 22 października 1989 | Rosario Central – Deportivo Español 0:3 Marcelo O. Caviglia (2), Walter A. Parodi |
| 22 października 1989 | Racing Córdoba – CA Vélez Sarsfield 1:0 Luis A. Amuchástegui |
| 22 października 1989 | Chaco For Ever Resistencia – Ferro Carril Oeste 1:0 Mauricio Esquivel |
| 22 października 1989 | Gimnasia y Esgrima La Plata – Independiente 1:2 Roberto A. Depietri – Marcelo J. Reggiardo, Alejandro Ruidíaz                                                                                        |
| 22 października 1989 | Racing Club de Avellaneda – Estudiantes La Plata 0:0 |
| 22 października 1989 | Talleres Córdoba – Deportivo Mandiyú 2:0 Adolfino Cañete Ascurra, José R. Iglesias |
| 22 października 1989 | San Lorenzo de Almagro – Unión Santa Fe 2:3 Darío A. Siviski, Alberto F. Acosta – Carlos A. González, Gustavo P. Echaniz, José A. Castro mecz rozegrany został na stadionie klubu Ferro Carril Oeste |
| 22 października 1989 | CA Platense – Newell’s Old Boys 0:0 |
| 22 października 1989 | Argentinos Juniors – Boca Juniors 0:0 mecz rozegrany został na stadionie klubu Atlanta Buenos Aires przerwany został w 43 minucie – dokończony 14 marca 1990                                         |
| 14 marca 1990        | Argentinos Juniors – Boca Juniors 0:0 dokończenie brakujących 47 minut z 22 października 1989 na stadionie klubu CA Vélez Sarsfield                                                                  |

### Kolejka 13
| Data                 | Mecz |
| -------------------- | --- |
| 27 października 1989 | CA Vélez Sarsfield – Rosario Central 2:3 Claudio A. Morresi (2) – José A. Chamot, David C. N. Bisconti, Silvio R. Andrade                                                                                  |
| 28 października 1989 | Newell’s Old Boys – San Lorenzo de Almagro 2:0 Roberto J. Cerino, Ariel O. Cozzoni |
| 29 października 1989 | Instituto Córdoba – Argentinos Juniors 2:0 Julio C. Toresani, Walter O. Fiori |
| 29 października 1989 | Boca Juniors – CA Platense 0:1 Ariel E. Boldrini |
| 29 października 1989 | Unión Santa Fe – Talleres Córdoba 2:2 José A. Castro (k), Eduardo R. Sánchez – Mario E. Bevilaqua, José L. Pochettino                                                                                      |
| 29 października 1989 | Deportivo Mandiyú – Racing Club de Avellaneda 4:3 Félix R. Torres, José O. Blanchart (3) – Jorge O. Acuña, José L. Brown, Fernando D. De Llano mecz rozegrany został na stadionie klubu Huracán Corrientes |
| 29 października 1989 | Estudiantes La Plata – Gimnasia y Esgrima La Plata 0:0 |
| 29 października 1989 | Independiente – Chaco For Ever Resistencia 7:1 Rubén D. Insúa, Carlos A. Alfaro Moreno (2), Marcelo J. Reggiardo (2), Pedro D. Monzón, Ricardo O. Giusti – Celso A. Freyre                                 |
| 29 października 1989 | Ferro Carril Oeste – Racing Córdoba 1:0 Fabián L. Itabel |
| 29 października 1989 | Deportivo Español – River Plate 1:3 Marcelo O. Caviglia – Walter G. Silvani, Leonardo Astrada, Julio A. Zamora mecz rozegrany został na stadionie klubu CA Huracán                                         |

### Kolejka 14
| Data             | Mecz |
| ---------------- | --- |
| 4 listopada 1989 | Rosario Central – Ferro Carril Oeste 0:0 |
| 4 listopada 1989 | San Lorenzo de Almagro – Boca Juniors 2:2 Ricardo C. F. García, Félix D. León Núñez – Hugo D. Musladini, Claudio O. Marangoni mecz rozegrany został na stadionie klubu CA Huracán |
| 5 listopada 1989 | Deportivo Español – Instituto Córdoba 1:2 Juan C. Segovia – Fabián O. Luna, Julio C. Toresani                                                                                     |
| 5 listopada 1989 | River Plate – CA Vélez Sarsfield 1:0 Favio M. Tallarico |
| 5 listopada 1989 | Racing Córdoba – Independiente 0:1 Rubén D. Insúa |
| 5 listopada 1989 | Chaco For Ever Resistencia – Estudiantes La Plata 3:1 Pedro I. Salaberry, Pedro F. Massacessi, Hugo M. Noremberg – Marsol Arias Sánchez                                           |
| 5 listopada 1989 | Gimnasia y Esgrima La Plata – Deportivo Mandiyú 2:1 Roberto A. Depietri (2) – José O. Blanchart (k)                                                                               |
| 5 listopada 1989 | Racing Club de Avellaneda – Unión Santa Fe 1:0 Jorge O. Acuña |
| 5 listopada 1989 | Talleres Córdoba – Newell’s Old Boys 1:1 Mario E. Bevilaqua – Ariel O. Cozzoni |
| 5 listopada 1989 | CA Platense – Argentinos Juniors 2:1 Walter A. Capozucchi, Ariel E. Boldrini – Carlos A. Mayor                                                                                    |

### Kolejka 15
| Data              | Mecz |
| ----------------- | --- |
| 12 listopada 1989 | Instituto Córdoba – CA Platense 0:0 mecz rozegrany został na stadionie klubu Racing Córdoba |
| 12 listopada 1989 | Argentinos Juniors – San Lorenzo de Almagro 5:3 Fernando G. Cáceres (k), Leonardo A. Rodríguez, Diego Cagna, Antonio V. González, Leonardo Fernández – Alberto F. Acosta (2, 1k), Rubén D. Ciraolo mecz rozegrany został na stadionie klubu Deportivo Español |
| 12 listopada 1989 | Newell’s Old Boys – Racing Club de Avellaneda 0:0 |
| 12 listopada 1989 | Unión Santa Fe – Gimnasia y Esgrima La Plata 1:1 Gustavo P. Echaniz – Rolando F. Mannarino |
| 12 listopada 1989 | Deportivo Mandiyú – Chaco For Ever Resistencia 2:1 Félix R. Torres, José O. Blanchart – Daniel Cravero mecz rozegrany został na stadionie klubu Huracán Corrientes                                                                                            |
| 12 listopada 1989 | Estudiantes La Plata – Racing Córdoba 5:3 Marsol Arias Sánchez, Roberto L. Trotta, Fernando Kuyumchoglu, Claudio U. Chena, Néstor O. Craviotto – Jorge E. Cruz Cruz, Miguel A. Barrios, Julio H. Ceballos                                                     |
| 12 listopada 1989 | Independiente – Rosario Central 0:0 |
| 12 listopada 1989 | Ferro Carril Oeste – River Plate 0:0 |
| 12 listopada 1989 | CA Vélez Sarsfield – Deportivo Español 0:1 Marcelo O. Caviglia |
| 13 listopada 1989 | Boca Juniors – Talleres Córdoba 0:0 mecz rozegrany został na stadionie klubu CA Vélez Sarsfield |

### Kolejka 16
| Data              | Mecz |
| ----------------- | --- |
| 19 listopada 1989 | CA Vélez Sarsfield – Instituto Córdoba 2:1 Diego P. Simeone, Claudio A. Morresi – Walter R. Bello                        |
| 19 listopada 1989 | Deportivo Español – Ferro Carril Oeste 2:1 Walter A. Parodi, Alejandro M. Kenig – Fabián L. Itabel (k)                   |
| 19 listopada 1989 | River Plate – Independiente 0:0                                                                                          |
| 19 listopada 1989 | Rosario Central – Estudiantes La Plata 2:0 Juan A. Pizzi, Silvio R. Andrade                                              |
| 19 listopada 1989 | Racing Córdoba – Deportivo Mandiyú 1:1 César F. Zavala – Félix R. Torres                                                 |
| 19 listopada 1989 | Chaco For Ever Resistencia – Unión Santa Fe 1:1 Pedro I. Salaberry – V. Manuel Rabuñal Ferrari                           |
| 19 listopada 1989 | Gimnasia y Esgrima La Plata – Newell’s Old Boys 1:0 Carlos A. García                                                     |
| 19 listopada 1989 | Racing Club de Avellaneda – Boca Juniors 1:1 Jorge O. Acuña – Walter R. Pico                                             |
| 19 listopada 1989 | Talleres Córdoba – Argentinos Juniors 2:1 José L. Pochettino, Mario E. Bevilaqua – Jorge A. Ortega                       |
| 19 listopada 1989 | San Lorenzo de Almagro – CA Platense 1:0 Gustavo A. Carrasco mecz rozegrany został na stadionie klubu Ferro Carril Oeste |

### Kolejka 17
| Data              | Mecz |
| ----------------- | --- |
| 25 listopada 1989 | Unión Santa Fe – Racing Córdoba 2:0 Luis A. Piazzalonga, José A. Castro                                                                                               |
| 26 listopada 1989 | Instituto Córdoba – San Lorenzo de Almagro 2:2 Julio C. Toresani, Walter R. Bello – Félix D. León Núñez, Víctor H. Ferreyra                                           |
| 26 listopada 1989 | CA Platense – Talleres Córdoba 1:1 Darío O. Scotto – Humberto A. Váttimos                                                                                             |
| 26 listopada 1989 | Argentinos Juniors – Racing Club de Avellaneda 1:2 Fernando G. Cáceres (k) – Jorge O. Acuña, Cosme J. U. Zaccanti mecz rozegrany został na stadionie klubu CA Huracán |
| 26 listopada 1989 | Boca Juniors – Gimnasia y Esgrima La Plata 2:3 Sergio A. Berti, Claudio L. Rodríguez – Jorge A. Merlo, Rolando F. Mannarino, Roberto A. Depietri                      |
| 26 listopada 1989 | Newell’s Old Boys – Chaco For Ever Resistencia 3:2 Adrián B. Taffarel (2), Ariel O. Cozzoni – Hugo M. Noremberg, Felipe Di Marco                                      |
| 26 listopada 1989 | Deportivo Mandiyú – Rosario Central 0:1 Juan A. Pizzi mecz rozegrany został na stadionie klubu Huracán Corrientes                                                     |
| 26 listopada 1989 | Estudiantes La Plata – River Plate 2:1 Néstor O. Craviotto, Carlos P. Mac Allister – Enrique E. Corti                                                                 |
| 26 listopada 1989 | Independiente – Deportivo Español 0:1 José A. Batista González (k) |
| 26 listopada 1989 | Ferro Carril Oeste – CA Vélez Sarsfield 0:0 |

### Kolejka 18
| Data           | Mecz |
| -------------- | --- |
| 2 grudnia 1989 | Rosario Central – Unión Santa Fe 2:3 Roberto D. Gasparini, Adelqui M. Cornaglia – Héctor Baillié (2), José A. Castro |
| 3 grudnia 1989 | Ferro Carril Oeste – Instituto Córdoba 2:0 Fabián L. Itabel, Humberto F. Biazotti                                    |
| 3 grudnia 1989 | CA Vélez Sarsfield – Independiente 0:1 Martín F. Ubaldi                                                              |
| 3 grudnia 1989 | Deportivo Español – Estudiantes La Plata 2:0 José A. Batista González (k), Marcelo O. Caviglia                       |
| 3 grudnia 1989 | River Plate – Deportivo Mandiyú 3:0 Julio A. Zamora (2), Hernán E. Díaz                                              |
| 3 grudnia 1989 | Racing Córdoba – Newell’s Old Boys 0:0                                                                               |
| 3 grudnia 1989 | Chaco For Ever Resistencia – Boca Juniors 1:1 Hugo M. Noremberg – Walter R. Pico                                     |
| 3 grudnia 1989 | Gimnasia y Esgrima La Plata – Argentinos Juniors 0:0                                                                 |
| 3 grudnia 1989 | Racing Club de Avellaneda – CA Platense 1:0 Osvaldo S. Escudero                                                      |
| 3 grudnia 1989 | Talleres Córdoba – San Lorenzo de Almagro 1:1 Mario E. Bevilaqua – Félix D. León Núñez                               |

### Kolejka 19
| Data            | Mecz |
| --------------- | --- |
| 10 grudnia 1989 | Instituto Córdoba – Talleres Córdoba 4:2 Julio C. Toresani (3), Walter R. Bello – Roberto D. Iantorno, Mario E. Bevilacqua                                                                                       |
| 10 grudnia 1989 | San Lorenzo de Almagro – Racing Club de Avellaneda 1:1 Gustavo E. Tempone – Osvaldo S. Escudero mecz rozegrany został na stadionie klubu CA Vélez Sarsfield                                                      |
| 10 grudnia 1989 | CA Platense – Gimnasia y Esgrima La Plata 0:0 |
| 10 grudnia 1989 | Argentinos Juniors – Chaco For Ever Resistencia 4:2 Diego Cagna, Antonio V. González (2), Silvio G. Rudman – Pedro I. Sallaberry, Pedro F. Massacessi mecz rozegrany został na stadionie klubu Deportivo Español |
| 10 grudnia 1989 | Boca Juniors – Racing Córdoba 1:1 Blas A. Giunta – Cristian A. Fabbián |
| 10 grudnia 1989 | Newell’s Old Boys – Rosario Central 2:2 Ariel O. Cozzoni (2) – Pedro D. Uliambre, Roberto D. Gasparini |
| 10 grudnia 1989 | Unión Santa Fe – River Plate 1:0 Carlos A. González |
| 10 grudnia 1989 | Deportivo Mandiyú – Deportivo Español 0:0 mecz rozegrany został na stadionie klubu Huracán Corrientes |
| 10 grudnia 1989 | Estudiantes La Plata – CA Vélez Sarsfield 1:1 Carlos P. Mac Allister – Claudio A. Morresi |
| 10 grudnia 1989 | Independiente – Ferro Carril Oeste 1:0 Martín F. Ubaldi |

### Kolejka 20
| Data             | Mecz |
| ---------------- | --- |
| 26 stycznia 1990 | Independiente – Instituto Córdoba 1:0 Ricardo O. Giusti                                                                                       |
| 26 stycznia 1990 | Estudiantes La Plata – Ferro Carril Oeste 2:2 Roberto L. Trotta (2, 1k) – Gustavo J. Acosta, Ricardo D. Kuzemka                               |
| 26 stycznia 1990 | Deportivo Mandiyú – CA Vélez Sarsfield 0:1 Juan G. Funes mecz rozegrany został na stadionie klubu Huracán Corrientes                          |
| 26 stycznia 1990 | Unión Santa Fe – Deportivo Español 3:0 Carlos A. González (2), José A. Castro (k)                                                             |
| 26 stycznia 1990 | Newell’s Old Boys – River Plate 1:1 Ariel O. Cozzoni (k) – Rubén F. Da Silva Echeverrito                                                      |
| 26 stycznia 1990 | Boca Juniors – Rosario Central 2:0 Claudio L. Rodríguez, Alfredo O. Graciani                                                                  |
| 26 stycznia 1990 | Argentinos Juniors – Racing Córdoba 0:0 mecz rozegrany został na stadionie klubu CA Huracán                                                   |
| 26 stycznia 1990 | CA Platense – Chaco For Ever Resistencia 3:1 Amílcar J. Ivanovic, Osvaldo J. Pereyra, Claudio A. Spontón – Pedro F. Massacessi                |
| 26 stycznia 1990 | San Lorenzo de Almagro – Gimnasia y Esgrima La Plata 1:0 Félix D. León Núñez mecz rozegrany został na stadionie klubu Ferro Carril Oeste      |
| 26 stycznia 1990 | Talleres Córdoba – Racing Club de Avellaneda 2:0 José R. Iglesias, José L. Pochettino mecz rozegrany został na stadionie klubu Racing Córdoba |

### Kolejka 21
| Data          | Mecz |
| ------------- | --- |
| 2 lutego 1990 | Instituto Córdoba – Racing Club de Avellaneda 0:0                                                               |
| 2 lutego 1990 | Gimnasia y Esgrima La Plata – Talleres Córdoba 2:0 Víctor H. Heredia, Roberto A. Depietri (k)                   |
| 2 lutego 1990 | Chaco For Ever Resistencia – San Lorenzo de Almagro 2:1 Daniel Cravero, Pedro I. Sallaberry – Alberto F. Acosta |
| 2 lutego 1990 | Racing Córdoba – CA Platense 0:2 Marcelo F. Espina, Darío O. Scotto                                             |
| 2 lutego 1990 | Rosario Central – Argentinos Juniors 2:1 Rodolfo García, Roberto D. Gasparini – Mauro G. Airez                  |
| 2 lutego 1990 | River Plate – Boca Juniors 1:1 Julio A. Zamora – Diego F. Latorre                                               |
| 2 lutego 1990 | Deportivo Español – Newell’s Old Boys 0:1 Ariel O. Cozzoni mecz rozegrany został na stadionie klubu CA Huracán  |
| 2 lutego 1990 | CA Vélez Sarsfield – Unión Santa Fe 3:0 Diego P. Simeone (2), Gustavo A. Zalazar                                |
| 2 lutego 1990 | Ferro Carril Oeste – Deportivo Mandiyú 1:1 Oscar A. Agonil (k) – José O. Blanchart                              |
| 2 lutego 1990 | Independiente – Estudiantes La Plata 0:0                                                                        |

### Kolejka 22
| Data           | Mecz |
| -------------- | --- |
| 9 lutego 1990  | Estudiantes La Plata – Instituto Córdoba 1:2 Roberto L. Trotta – Walter R. Bello, Fabián O. Luna                                                                           |
| 9 lutego 1990  | Newell’s Old Boys – CA Vélez Sarsfield 2:2 Gerardo D. Martino, Ariel O. Cozzoni – Jorge G. Funes, Miguel R. Hernández Ferreyra                                             |
| 9 lutego 1990  | Deportivo Mandiyú – Independiente 3:0 Luis A. Ramos, José O. Blanchart, Mario C. Ramírez Estigarribia mecz rozegrany został na stadionie klubu Huracán Corrientes          |
| 9 lutego 1990  | Unión – Ferro Carril Oeste 1:0 José A. Castro |
| 9 lutego 1990  | Talleres Córdoba – Chaco For Ever Resistencia 3:0 José L. Pochettino, Mario E. Bevilacqua, Alejandro A. Montenegro mecz rozegrany został na stadionie klubu Racing Córdoba |
| 11 lutego 1990 | Boca Juniors – Deportivo Español 2:0 Claudio L. Rodríguez, Claudio O. Marangoni                                                                                            |
| 11 lutego 1990 | Argentinos Juniors – River Plate 0:0 mecz rozegrany został na stadionie klubu CA Huracán                                                                                   |
| 11 lutego 1990 | CA Platense – Rosario Central 2:3 Juan A. Sánchez, Ariel E. Boldrini – David C. N. Bisconti (2, 1k), Pedro D. Uliambre                                                     |
| 11 lutego 1990 | San Lorenzo de Almagro – Racing Córdoba 1:0 Alberto F. Acosta mecz rozegrany został na stadionie klubu Ferro Carril Oeste                                                  |
| 11 lutego 1990 | Racing Club de Avellaneda – Gimnasia y Esgrima La Plata 0:1 Rolando F. Mannarino                                                                                           |

### Kolejka 23
| Data           | Mecz |
| -------------- | --- |
| 16 lutego 1990 | Instituto Córdoba – Gimnasia y Esgrima La Plata 1:0 Julio C. Toresani                                                                                         |
| 16 lutego 1990 | Chaco For Ever Resistencia – Racing Club de Avellaneda 1:0 Pedro I. Sallaberry                                                                                |
| 16 lutego 1990 | Racing Córdoba – Talleres Córdoba 1:0 Jorge E. Cruz Cruz |
| 16 lutego 1990 | Rosario Central – San Lorenzo de Almagro 4:2 Silvio R. Andrade, José A. Pizzi (2), Pedro D. Uliambre – Félix D. León Núñez, Alberto F. Acosta (k)             |
| 16 lutego 1990 | River Plate – CA Platense 3:0 José T. Serrizuela, Ramón I. Medina Bello (2)                                                                                   |
| 16 lutego 1990 | Deportivo Español – Argentinos Juniors 1:0 Sergio A. Zanetti mecz rozegrany został na stadionie klubu CA Huracán                                              |
| 16 lutego 1990 | CA Vélez Sarsfield – Boca Juniors 3:3 Jorge G. Funes, Miguel R. Hernández Ferreyra, Ricardo A. Gareca – José D. Ponce, José L. Cuciuffo, Claudio L. Rodríguez |
| 16 lutego 1990 | Ferro Carril Oeste – Newell’s Old Boys 0:0 |
| 16 lutego 1990 | Independiente – Unión Santa Fe 1:0 Rubén D. Insúa |
| 16 lutego 1990 | Estudiantes La Plata – Deportivo Mandiyú 2:0 Marsol Arias Sánchez, Roberto L. Trotta (k)                                                                      |

### Kolejka 24
| Data           | Mecz |
| -------------- | --- |
| 23 lutego 1990 | Deportivo Mandiyú – Instituto Córdoba 4:1 Pablo S. Suárez, José O. Blanchart (2), Luis A. Ramos – Walter O. Fiori mecz rozegrany został na stadionie klubu Huracán Corrientes |
| 23 lutego 1990 | Unión Santa Fe – Estudiantes La Plata 0:0 |
| 23 lutego 1990 | Newell’s Old Boys – Independiente 1:3 Ariel O. Cozzoni – Carlos A. Alfaro Moreno, Luis F. Artime, Carlos L. Morales Santos                                                    |
| 23 lutego 1990 | Boca Juniors – Ferro Carril Oeste 0:1 Claudio A. Cristofanelli |
| 23 lutego 1990 | Argentinos Juniors – CA Vélez Sarsfield 1:0 Antonio V. González mecz rozegrany został na stadionie klubu CA Huracán                                                           |
| 23 lutego 1990 | CA Platense – Deportivo Español 1:0 Marcelo F. Espina |
| 23 lutego 1990 | San Lorenzo de Almagro – River Plate 0:1 Gustavo M. Zapata |
| 23 lutego 1990 | Talleres Córdoba – Rosario Central 0:0 |
| 23 lutego 1990 | Racing Club de Avellaneda – Racing Córdoba 1:0 José M. Zambrini |
| 23 lutego 1990 | Gimnasia y Esgrima La Plata – Chaco For Ever Resistencia 2:1 Roberto A. Depietri (2, 1k) – Pedro I. Sallaberry                                                                |

### Kolejka 25
| Data         | Mecz |
| ------------ | --- |
| 4 marca 1990 | Instituto Córdoba – Chaco For Ever Resistencia 0:0                                                                                               |
| 4 marca 1990 | Racing Córdoba – Gimnasia y Esgrima La Plata 3:2 Daniel A. Ergo, Julio H. Ceballos (2) – Roberto A. Depietri (k), Guillermo P. Guendulain        |
| 4 marca 1990 | Rosario Central – Racing Club de Avellaneda 0:0                                                                                                  |
| 4 marca 1990 | River Plate – Talleres Córdoba 1:2 Jorge M. Gordillo – Mario E. Bevilaqua (2)                                                                    |
| 4 marca 1990 | Deportivo Español – San Lorenzo de Almagro 2:3 Marcelo O. Caviglia, Walter A. Parodi – Osvaldo R. Ozzán, Alberto F. Acosta (k), Darío A. Siviski |
| 4 marca 1990 | CA Vélez Sarsfield – CA Platense 2:1 Juan G. Funes, Gustavo A. Zalazar – Darío O. Scotto                                                         |
| 4 marca 1990 | Ferro Carril Oeste – Argentinos Juniors 1:1 Adrián A. Bianchi – Carlos F. Redondo                                                                |
| 4 marca 1990 | Independiente – Boca Juniors 1:1 Carlos A. Alfaro Moreno – José D. Ponce                                                                         |
| 4 marca 1990 | Estudiantes La Plata – Newell’s Old Boys 1:1 Carlos P. Mac Allister – Oscar A. Tedini                                                            |
| 4 marca 1990 | Deportivo Mandiyú – Unión Santa Fe 0:0 mecz rozegrany został na stadionie klubu Huracán Corrientes                                               |

### Kolejka 26
| Data          | Mecz |
| ------------- | --- |
| 11 marca 1990 | Unión Santa Fe – Instituto Córdoba 2:1 José A. Castro (k), Héctor Baillié – Walter O. Fiori                                                              |
| 11 marca 1990 | Newell’s Old Boys – Deportivo Mandiyú 3:0 Ariel O. Cozzoni (2), Fernando A. Gamboa                                                                       |
| 11 marca 1990 | Boca Juniors – Estudiantes La Plata 2:1 Blas A. Giunta (k), Diego F. Latorre – Fernando C. Di Carlo                                                      |
| 11 marca 1990 | Argentinos Juniors – Independiente 2:1 Diego Cagna, Carlos J. Mac Allister – Mario H. Lobo mecz rozegrany został na stadionie klubu Atlanta Buenos Aires |
| 11 marca 1990 | CA Platense – Ferro Carril Oeste 1:0 Darío O. Scotto (k)                                                                                                 |
| 11 marca 1990 | San Lorenzo de Almagro – CA Vélez Sarsfield 2:0 Alberto F. Acosta (2, 1k) mecz rozegrany został na stadionie klubu Ferro Carril Oeste                    |
| 11 marca 1990 | Talleres Córdoba – Deportivo Español 3:1 Mario E. Bevilaqua (3) – Marcelo O. Caviglia                                                                    |
| 11 marca 1990 | Racing Club de Avellaneda – River Plate 0:1 Jorge G. Vázquez                                                                                             |
| 11 marca 1990 | Gimnasia y Esgrima La Plata – Rosario Central 0:0 |
| 11 marca 1990 | Chaco For Ever Resistencia – Racing Córdoba 1:1 Hugo M. Noremberg – Jorge E. Cruz Cruz                                                                   |

### Kolejka 27
| Data          | Mecz |
| ------------- | --- |
| 18 marca 1990 | Instituto Córdoba – Racing Córdoba 1:2 Julio C. Toresani – Marcelino R. Galoppo, Julio H. Ceballos                                                            |
| 18 marca 1990 | Rosario Central – Chaco For Ever Resistencia 3:2 Rodolfo García, Juan A. Pizzi, Pedro D. Uliambre – Hugo M. Noremberg, Miguel A. Ortolá                       |
| 18 marca 1990 | River Plate – Gimnasia y Esgrima La Plata 3:1 Rubén F. Da Silva Echeverrito, Juan J. Borrelli (2) – Carlos A. Ereros                                          |
| 18 marca 1990 | Deportivo Español – Racing Club de Avellaneda 1:1 Walter A. Parodi – Néstor A. Fabbri                                                                         |
| 18 marca 1990 | CA Vélez Sarsfield – Talleres Córdoba 2:2 Sergio F. Zárate, Juan G. Funes – José R. Iglesias, Carlos C. Díaz                                                  |
| 18 marca 1990 | Ferro Carril Oeste – San Lorenzo de Almagro 1:1 Humberto F. Biazotti – Alberto F. Acosta (k)                                                                  |
| 18 marca 1990 | Independiente – CA Platense 1:2 Luis F. Artime – Osvaldo J. Pereyra, Marcelo F. Espina                                                                        |
| 18 marca 1990 | Estudiantes La Plata – Argentinos Juniors 1:1 Rubén O. Capria – Mauro G. Airez                                                                                |
| 18 marca 1990 | Deportivo Mandiyú – Boca Juniors 2:2 Luis A. Ramos, Félix R. Torres – Alfredo O. Graciani (2, 1k) mecz rozegrany został na stadionie klubu Huracán Corrientes |
| 18 marca 1990 | Unión Santa Fe – Newell’s Old Boys 3:0 Gustavo P. Echaniz (2), Carlos A. González                                                                             |

### Kolejka 28
| Data          | Mecz |
| ------------- | --- |
| 21 marca 1990 | Boca Juniors – Unión Santa Fe 0:1 Alfredo J. Llane |
| 21 marca 1990 | Argentinos Juniors – Deportivo Mandiyú 1:0 Osvaldo G. Rodríguez mecz rozegrany został na stadionie klubu Atlanta Buenos Aires                                                                          |
| 21 marca 1990 | CA Platense – Estudiantes La Plata 0:0 |
| 21 marca 1990 | San Lorenzo de Almagro – Independiente 3:3 Víctor H. Ferreyra, Darío A. Siviski, Alberto F. Acosta (k) – Mario H. Lobo, Rubén D. Insúa (2) mecz rozegrany został na stadionie klubu Ferro Carril Oeste |
| 21 marca 1990 | Talleres Córdoba – Ferro Carril Oeste 1:0 Mario E. Bevilacqua mecz rozegrany został na stadionie klubu Instituto Córdoba                                                                               |
| 21 marca 1990 | Racing Club de Avellaneda – CA Vélez Sarsfield 0:0 |
| 21 marca 1990 | Gimnasia y Esgrima La Plata – Deportivo Español 1:1 Carlos A. García – Walter A. Parodi |
| 21 marca 1990 | Chaco For Ever Resistencia – River Plate 0:1 Ramón I. Medina Bello |
| 21 marca 1990 | Racing Córdoba – Rosario Central 0:0 |
| 23 marca 1990 | Newell’s Old Boys – Instituto Córdoba 4:2 Ariel O. Cozzoni (3, 1k), José L. Pochettino – Walter O. Fiori (2)                                                                                           |

### Kolejka 29
| Data            | Mecz |
| --------------- | --- |
| 8 kwietnia 1990 | Instituto Córdoba – Rosario Central 2:4 Fabián O. Luna, Walter O. Fiori (k) – Rodolfo García, David C. N. Bisconti (2, 1k), Juan A. Pizzi                            |
| 8 kwietnia 1990 | River Plate – Racing Córdoba 1:0 Enrique E. Corti |
| 8 kwietnia 1990 | Deportivo Español – Chaco For Ever Resistencia 1:2 Marcelo O. Caviglia – Hugo M. Noremberg, Luis A. Scatolaro                                                        |
| 8 kwietnia 1990 | CA Vélez Sarsfield – Gimnasia y Esgrima La Plata 1:1 Diego P. Simeone – Rubens E. Navarro                                                                            |
| 8 kwietnia 1990 | Ferro Carril Oeste – Racing Club de Avellaneda 0:0 |
| 8 kwietnia 1990 | Independiente – Talleres Córdoba 2:1 Carlos A. Alfaro Moreno, Martín F. Ubaldi – Adolfino Cañete Ascurra                                                             |
| 8 kwietnia 1990 | Estudiantes La Plata – San Lorenzo de Almagro 0:0 |
| 8 kwietnia 1990 | Deportivo Mandiyú – CA Platense 3:1 Luis A. Ramos (2), Horacio A. Attadía – Darío O. Scotto mecz rozegrany został na stadionie klubu Huracán Corrientes              |
| 8 kwietnia 1990 | Unión Santa Fe – Argentinos Juniors 0:1 Leonardo A. Rodríguez |
| 8 kwietnia 1990 | Newell’s Old Boys – Boca Juniors 1:2 Eduardo Berizzo – José D. Ponce, Fabián L. Itabel mecz przerwany w 89 minucie z powodu zamieszek na trybunach – wynik zachowano |

### Kolejka 30
| Data             | Mecz |
| ---------------- | --- |
| 15 kwietnia 1990 | Boca Juniors – Instituto Córdoba 3:0 Alfredo O. Graciani (2, 1k), Diego F. Latorre |
| 15 kwietnia 1990 | Argentinos Juniors – Newell’s Old Boys 0:2 Ariel O. Cozzoni, Gerardo D. Martino mecz rozegrany został na stadionie klubu Atlanta Buenos Aires                                                            |
| 15 kwietnia 1990 | CA Platense – Unión Santa Fe 0:0 |
| 15 kwietnia 1990 | San Lorenzo de Almagro – Deportivo Mandiyú 2:3 Osvaldo R. Ozzán, Alberto F. Acosta – José O. Blanchart, César J. Vega Perrone, Luis A. Ramos mecz rozegrany został na stadionie klubu Ferro Carril Oeste |
| 15 kwietnia 1990 | Talleres Córdoba – Estudiantes La Plata 0:2 Mario E. Cariaga, Héctor Vargas |
| 15 kwietnia 1990 | Racing Club de Avellaneda – Independiente 1:0 Jorge J. Olarticoechea |
| 15 kwietnia 1990 | Gimnasia y Esgrima La Plata – Ferro Carril Oeste 0:0 |
| 15 kwietnia 1990 | Chaco For Ever Resistencia – CA Vélez Sarsfield 1:4 Luis A. Scatolaro – Juan G. Funes (3), Gustavo A. Zalazar                                                                                            |
| 15 kwietnia 1990 | Racing Córdoba – Deportivo Español 1:0 Daniel E. Ibarra |
| 15 kwietnia 1990 | Rosario Central – River Plate 0:0 |

### Kolejka 31
| Data             | Mecz |
| ---------------- | --- |
| 22 kwietnia 1990 | Instituto Córdoba – River Plate 1:1 Gustavo J. Coronel – Juan J. Borrelli                                                                                  |
| 22 kwietnia 1990 | Deportivo Español – Rosario Central 2:3 Silvano F. Espíndola (2) – Silvio R. Andrade, Juan A. Pizzi (2)                                                    |
| 22 kwietnia 1990 | CA Vélez Sarsfield – Racing Córdoba 3:0 Juan G. Funes (2), Diego P. Simeone                                                                                |
| 22 kwietnia 1990 | Ferro Carril Oeste – Chaco For Ever Resistencia 0:0 |
| 22 kwietnia 1990 | Independiente – Gimnasia y Esgrima La Plata 3:0 Luis F. Artime (2), Rogelio W. Delgado Casco                                                               |
| 22 kwietnia 1990 | Estudiantes La Plata – Racing Club de Avellaneda 0:1 Hugo L. Pérez                                                                                         |
| 22 kwietnia 1990 | Deportivo Mandiyú – Talleres Córdoba 4:0 Luis A. Ramos, Félix R. Torres (2), José O. Blanchart mecz rozegrany został na stadionie klubu Huracán Corrientes |
| 22 kwietnia 1990 | Unión Santa Fe – San Lorenzo de Almagro 2:0 José A. Castro, V. Manuel Rabuñal Ferrari                                                                      |
| 22 kwietnia 1990 | Newell’s Old Boys – CA Platense 2:1 Eduardo Berizzo, Oscar A. Tedini – Amílcar J. Ivanovic                                                                 |
| 22 kwietnia 1990 | Boca Juniors – Argentinos Juniors 2:2 Alfredo O. Graciani, Ariel M. Are – Ramiro Castillo Salinas, Carlos J. Mac Allister                                  |

### Kolejka 32
| Data             | Mecz |
| ---------------- | --- |
| 25 kwietnia 1990 | Talleres Córdoba – Unión Santa Fe 3:1 Adolfino Cañete Escurra (2), Héctor A. Chazarreta – Dante A. Fernández                                         |
| 25 kwietnia 1990 | Racing Club de Avellaneda – Deportivo Mandiyú 3:1 Fernando F. Lanzidei (2), Marcelo L. Gómez – Félix R. Torres                                       |
| 25 kwietnia 1990 | Gimnasia y Esgrima La Plata – Estudiantes La Plata 1:1 Jorge A. Merlo – Néstor O. Craviotto                                                          |
| 25 kwietnia 1990 | Chaco For Ever Resistencia – Independiente 0:0 |
| 25 kwietnia 1990 | Racing Córdoba – Ferro Carril Oeste 0:3 Adrián A. Bianchi, Daniel A. González, Mario G. Pobersnik                                                    |
| 26 kwietnia 1990 | Argentinos Juniors – Instituto Córdoba 2:0 Ricardo N. Rentera, Ramiro Castillo Salinas mecz rozegrany został na stadionie klubu Atlanta Buenos Aires |
| 26 kwietnia 1990 | CA Platense – Boca Juniors 0:3 Blas A. Giunta, José D. Ponce, Diego F. Latorre mecz rozegrany został na stadionie klubu CA Vélez Sarsfield           |
| 26 kwietnia 1990 | San Lorenzo de Almagro – Newell’s Old Boys 1:0 Víctor H. Ferreyra mecz rozegrany został na stadionie klubu Ferro Carril Oeste                        |
| 26 kwietnia 1990 | Rosario Central – CA Vélez Sarsfield 0:1 Sergio F. Zárate                                                                                            |
| 26 kwietnia 1990 | River Plate – Deportivo Español 5:1 Juan J. Borrelli, Ramón I. Medina Bello, Rubén F. Da Silva Echeverrito (2), Jorge G. Vázquez – Rafael A. Luongo  |

### Kolejka 33
| Data             | Mecz |
| ---------------- | --- |
| 29 kwietnia 1990 | Instituto Córdoba – Deportivo Español 1:2 Walter O. Fiori – Marcelo O. Caviglia (2)                                     |
| 29 kwietnia 1990 | CA Vélez Sarsfield – River Plate 1:1 Gustavo A. Zalazar (k) – Carlos A. Enrique                                         |
| 29 kwietnia 1990 | Ferro Carril Oeste – Rosario Central 1:0 Adrián A. Bianchi                                                              |
| 29 kwietnia 1990 | Independiente – Racing Córdoba 2:1 José M. Bianco, Luis F. Artime – Daniel E. Ibarra                                    |
| 29 kwietnia 1990 | Estudiantes La Plata – Chaco For Ever Resistencia 2:1 Roberto L. Trotta (k), Carlos P. Mac Allister – Luis A. Scatolaro |
| 29 kwietnia 1990 | Deportivo Mandiyú – Gimnasia y Esgrima La Plata 0:0 mecz rozegrany został na stadionie klubu Huracán Corrientes         |
| 29 kwietnia 1990 | Unión Santa Fe – Racing Club de Avellaneda 0:1 Fernando F. Lanzidei                                                     |
| 29 kwietnia 1990 | Newell’s Old Boys – Talleres Córdoba 2:1 Gerardo D. Martino, Ariel O. Cozzoni – José R. Iglesias                        |
| 29 kwietnia 1990 | Boca Juniors – San Lorenzo de Almagro 1:1 Walter R. Pico – Alberto F. Acosta                                            |
| 29 kwietnia 1990 | Argentinos Juniors – CA Platense 0:1 Marcelo F. Espina mecz rozegrany został na stadionie klubu Atlanta Buenos Aires    |

### Kolejka 34
| Data        | Mecz |
| ----------- | --- |
| 2 maja 1990 | CA Platense – Instituto Córdoba 2:0 Jorge Villazán Guillén (2) |
| 2 maja 1990 | San Lorenzo de Almagro – Argentinos Juniors 2:1 Alberto F. Acosta (k), Osvaldo R. Ozzán – Mauro G. Airez mecz rozegrany został na stadionie klubu Ferro Carril Oeste |
| 2 maja 1990 | Talleres Córdoba – Boca Juniors 1:1 Mario E. Bevilaqua – Ariel M. Are                                                                                                |
| 2 maja 1990 | Racing Club de Avellaneda – Newell’s Old Boys 0:0 |
| 2 maja 1990 | Gimnasia y Esgrima La Plata – Unión Santa Fe 3:0 Jorge A. Merlo, Roberto A. Depietri, Sergio D. Dopazo                                                               |
| 2 maja 1990 | Chaco For Ever Resistencia – Deportivo Mandiyú 1:0 Luis A. Scatolaro                                                                                                 |
| 2 maja 1990 | Racing Córdoba – Estudiantes La Plata 1:1 Osvaldo M. Márquez – Roberto L. Trotta (k)                                                                                 |
| 2 maja 1990 | Rosario Central – Independiente 2:1 Juan A. Pizzi (2) – Claudio D. Borghi                                                                                            |
| 2 maja 1990 | River Plate – Ferro Carril Oeste 3:1 Jorge N. Higuaín, Rubén F. Da Silva Echeverrito, Ramón I. Medina Bello – Mario G. Pobersnik                                     |
| 2 maja 1990 | Deportivo Español – CA Vélez Sarsfield 0:3 Mario B. Lucca, Ricardo A. Gareca, Sergio F. Zárate mecz rozegrany został na stadionie klubu CA Huracán                   |

### Kolejka 35
| Data        | Mecz |
| ----------- | --- |
| 6 maja 1990 | Instituto Córdoba – CA Vélez Sarsfield 0:2 Gustavo A. Zalazar, Sergio F. Zárate                                                           |
| 6 maja 1990 | Ferro Carril Oeste – Deportivo Español 1:0 Adrián A. Bianchi                                                                              |
| 6 maja 1990 | Independiente – River Plate 1:1 Martín F. Ubaldi – Ramón I. Medina Bello                                                                  |
| 6 maja 1990 | Estudiantes La Plata – Rosario Central 2:3 Juan C. Ramírez, Daniel F. Peinado – Juan A. Pizzi (2), David C. N. Bisconti                   |
| 6 maja 1990 | Deportivo Mandiyú – Racing Córdoba 4:0 Félix R. Torres (3), José O. Blanchart mecz rozegrany został na stadionie klubu Huracán Corrientes |
| 6 maja 1990 | Unión Santa Fe – Chaco For Ever Resistencia 1:2 Raúl A. Armando – Celso A. Freyre, Pedro I. Sallaberry                                    |
| 6 maja 1990 | Newell’s Old Boys – Gimnasia y Esgrima La Plata 1:0 Ariel O. Cozzoni                                                                      |
| 6 maja 1990 | Boca Juniors – Racing Club de Avellaneda 2:1 Walter R. Pico, Claudio L. Rodríguez – Jorge O. Acuña                                        |
| 6 maja 1990 | Argentinos Juniors – Talleres Córdoba 1:1 Mauro G. Airez – Carlos J. Bustos mecz rozegrany został na stadionie klubu Atlanta Buenos Aires |
| 6 maja 1990 | CA Platense – San Lorenzo de Almagro 0:0                                                                                                  |

### Kolejka 36
| Data         | Mecz |
| ------------ | --- |
| 13 maja 1990 | San Lorenzo de Almagro – Instituto Córdoba 0:1 Jorge M. Matheu mecz rozegrany został na stadionie klubu Ferro Carril Oeste |
| 13 maja 1990 | Talleres Córdoba – CA Platense 3:1 Mario E. Bevilaqua, José R. Iglesias (2) – Marcelo F. Espina |
| 13 maja 1990 | Racing Club de Avellaneda – Argentinos Juniors 1:2 Cosme J. U. Zaccanti – Mauro G. Airez (2) |
| 13 maja 1990 | Gimnasia y Esgrima La Plata – Boca Juniors 0:0 |
| 13 maja 1990 | Chaco For Ever Resistencia – Newell’s Old Boys 3:0 Juan C. Argüello, Pedro I. Sallaberry, Sergio A. Niveyro |
| 13 maja 1990 | Racing Córdoba – Unión Santa Fe 2:1 Arsenio R. Benítez, Daniel E. Ibarra – José A. Castro |
| 13 maja 1990 | Rosario Central – Deportivo Mandiyú 0:1 Luis A. Ramos |
| 13 maja 1990 | River Plate – Estudiantes La Plata 2:0 (1:0) Sędzia: Espósito Widzowie: 38 718 Bramki: 1:0 Ramón I. Medina Bello 44, 2:0 Ramón I. Medina Bello 79 Club Atlético River Plate: Miguel – Basualdo, Higuaín, Corti, C.Enrique – H.Enrique, Zapata, Astrada (J.Vázquez), Borrelli – Ramón I. Medina Bello, Da Silva (Silvani). Trener: Daniel Passarella. Club Estudiantes de La Plata: Battaglia – Prátola (Presa), Trotta, Agüero, J.C.Ramírez – Craviotto, Nardoni (Capria), Vargas, Cariaga – Arias Sánchez, Mac Allister. Trener: Eduardo M. Solari. |
| 13 maja 1990 | Deportivo Español – Independiente 0:2 Carlos A. Alfaro Moreno, Martín F. Ubaldi |
| 13 maja 1990 | CA Vélez Sarsfield – Ferro Carril Oeste 0:1 Oscar A. Agonil (k) |

### Kolejka 37
| Data         | Mecz |
| ------------ | --- |
| 16 maja 1990 | Instituto Córdoba – Ferro Carril Oeste 0:1 Oscar A. Agonil (k) |
| 16 maja 1990 | Independiente – CA Vélez Sarsfield 0:0 |
| 16 maja 1990 | Estudiantes La Plata – Deportivo Español 0:0 |
| 16 maja 1990 | Deportivo Mandiyú – River Plate 0:1 Héctor A. Enrique mecz rozegrany został na stadionie klubu Huracán Corrientes |
| 16 maja 1990 | Unión Santa Fe – Rosario Central 0:0 |
| 16 maja 1990 | Newell’s Old Boys – Racing Córdoba 2:4 Ariel O. Cozzoni (2) – Julio C. Saldaña s, Julio H. Ceballos (2), César F. Zavala                                                                                             |
| 16 maja 1990 | Boca Juniors – Chaco For Ever Resistencia 0:0 |
| 16 maja 1990 | Argentinos Juniors – Gimnasia y Esgrima La Plata 3:2 Jorge A. Ortega, Leonardo A. Rodríguez, Mauro G. Airez (k) – Jorge A. Merlo, Rolando F. Mannarino mecz rozegrany został na stadionie klubu Atlanta Buenos Aires |
| 16 maja 1990 | CA Platense – Racing Club de Avellaneda 1:0 Diego E. Cuccioletti |
| 16 maja 1990 | San Lorenzo de Almagro – Talleres Córdoba 5:1 Víctor H. Ferreyra (3), Leonardo A. Ricatti, Ramón A. Bernuncio – José F. Albornoz mecz rozegrany został na stadionie klubu Ferro Carril Oeste                         |

### Kolejka 38
| Data         | Mecz |
| ------------ | --- |
| 20 maja 1990 | Talleres Córdoba – Instituto Córdoba 2:0 José R. Iglesias, Raúl A. Peralta                                                                 |
| 20 maja 1990 | Racing Club de Avellaneda – San Lorenzo de Almagro 2:2 Hugo L. Pérez (k), Rodrigo F. Gambirassi – Darío A. Siviski, Luis A. Villarreal (k) |
| 20 maja 1990 | Gimnasia y Esgrima La Plata – CA Platense 2:1 Jorge F. Reina, Jorge A. Merlo (k) – Alfredo R. Cascini                                      |
| 20 maja 1990 | Chaco For Ever Resistencia – Argentinos Juniors 1:1 Luis A. Scatolaro – Antonio V. González                                                |
| 20 maja 1990 | Racing Córdoba – Boca Juniors 1:0 Daniel A. Ergo                                                                                           |
| 20 maja 1990 | Rosario Central – Newell’s Old Boys 1:0 Pedro D. Uliambre mecz przerwany w 31 minucie – później obu klubom przyznano porażkę 0:1           |
| 20 maja 1990 | River Plate – Unión Santa Fe 2:2 Rubén F. Da Silva Echeverrito (2) – Eduardo R. Sánchez, Raúl H. Aredes                                    |
| 20 maja 1990 | Deportivo Español – Deportivo Mandiyú 0:0                                                                                                  |
| 20 maja 1990 | CA Vélez Sarsfield – Estudiantes La Plata 2:0 Diego P. Simeone, Sergio F. Zárate                                                           |
| 20 maja 1990 | Ferro Carril Oeste – Independiente 2:0 Daniel A. González, Ricardo D. Kuzemka                                                              |

### Końcowa tabela sezonu 1989/90
| Poz | Klub                        | Mecze | Zw | Rem | Por | Pkt | BrZd | BrStr |
| --- | --------------------------- | ----- | -- | --- | --- | --- | ---- | ----- |
| 1   | River Plate                 | 38    | 20 | 13  | 5   | 53  | 48   | 20    |
| 2   | Independiente               | 38    | 16 | 14  | 8   | 46  | 54   | 36    |
| 3   | Boca Juniors                | 38    | 11 | 21  | 6   | 43  | 49   | 36    |
| 4   | Rosario Central             | 38    | 16 | 13  | 9   | 43* | 45   | 36    |
| 5   | CA Vélez Sarsfield          | 38    | 14 | 14  | 10  | 42  | 46   | 32    |
| 6   | Ferro Carril Oeste          | 38    | 11 | 17  | 10  | 39  | 24   | 20    |
| 7   | Gimnasia y Esgrima La Plata | 38    | 12 | 15  | 11  | 39  | 34   | 31    |
| 8   | Racing Club de Avellaneda   | 38    | 11 | 17  | 10  | 39  | 34   | 34    |
| 9   | Argentinos Juniors          | 38    | 13 | 12  | 13  | 38  | 42   | 40    |
| 10  | Deportivo Mandiyú           | 38    | 11 | 14  | 13  | 36  | 39   | 40    |
| 11  | Talleres Córdoba            | 38    | 12 | 14  | 12  | 36* | 45   | 46    |
| 12  | Newell’s Old Boys           | 38    | 12 | 14  | 12  | 36* | 40   | 43    |
| 13  | Unión Santa Fe              | 38    | 10 | 16  | 12  | 36  | 40   | 43    |
| 14  | CA Platense                 | 38    | 13 | 10  | 15  | 36  | 35   | 39    |
| 15  | San Lorenzo de Almagro      | 38    | 10 | 15  | 13  | 35  | 44   | 50    |
| 16  | Estudiantes La Plata        | 38    | 7  | 20  | 11  | 34  | 34   | 39    |
| 17  | Chaco For Ever Resistencia  | 38    | 10 | 12  | 16  | 32  | 40   | 56    |
| 18  | Racing Córdoba              | 38    | 11 | 10  | 17  | 32  | 32   | 48    |
| 19  | Deportivo Español           | 38    | 12 | 7   | 19  | 31  | 39   | 53    |
| 20  | Instituto Córdoba           | 38    | 8  | 10  | 20  | 26  | 31   | 56    |

Rosario Central, Newell’s Old Boys i Talleres Córdoba – 2 punkty odjęte

### Klasyfikacja strzelców bramek 1989/90
| Gole | Piłkarz          | Klub                   |
| ---- | ---------------- | ---------------------- |
| 23   | Ariel Cozzoni    | Newell’s Old Boys      |
| 16   | Mario Bevilacqua | Talleres Córdoba       |
| 15   | Alberto Acosta   | San Lorenzo de Almagro |
| 15   | Juan Pizzi       | Rosario Central        |
| 13   | José Blanchart   | Deportivo Mandiyú      |
| 13   | José Castro      | Unión Santa Fe         |
| 13   | Félix Torres     | Deportivo Mandiyú      |

## Tabela spadkowa 1989/1990
| Poz | Klub                        | 1987/88 pkt/m | 1988/89 pkt/m | 1989/90 pkt/m | Razem pkt/mecze | Średnia |
| --- | --------------------------- | ------------- | ------------- | ------------- | --------------- | ------- |
| 1   | River Plate                 | 46/38         | 45/38         | 53/38         | 144/114         | 1.263   |
| 2   | Independiente               | 37/38         | 55/38         | 46/38         | 138/114         | 1.211   |
| 3   | Boca Juniors                | 35/38         | 49/38         | 43/38         | 127/114         | 1.114   |
| 4   | Racing Club de Avellaneda   | 48/38         | 40/38         | 39/38         | 127/114         | 1.114   |
| 5   | San Lorenzo de Almagro      | 49/38         | 42/38         | 35/38         | 126/114         | 1.106   |
| 6   | Newell’s Old Boys           | 55/38         | 33/38         | 36/38         | 124/114         | 1.088   |
| 7   | Argentinos Juniors          | 40/38         | 42/38         | 38/38         | 120/114         | 1.053   |
| 8   | Gimnasia y Esgrima La Plata | 43/38         | 36/38         | 39/38         | 118/114         | 1.035   |
| 9   | Deportivo Español           | 40/38         | 46/38         | 31/38         | 117/114         | 1.026   |
| 10  | Rosario Central             | 40/38         | 34/38         | 43/38         | 117/114         | 1.026   |
| 11  | CA Vélez Sarsfield          | 41/38         | 33/38         | 42/38         | 116/114         | 1.018   |
| 12  | Estudiantes La Plata        | 32/38         | 42/38         | 34/38         | 108/114         | 0.947   |
| 13  | Unión Santa Fe              | 0/0           | 0/0           | 36/38         | 36/38           | 0.947   |
| 14  | CA Platense                 | 38/38         | 33/38         | 36/38         | 107/114         | 0.939   |
| 15  | Talleres Córdoba            | 27/38         | 44/38         | 36/38         | 107/114         | 0.939   |
| 16  | Deportivo Mandiyú           | 0/0           | 33/38         | 36/38         | 69/76           | 0.908   |
| 17  | Ferro Carril Oeste          | 33/38         | 30/38         | 39/38         | 102/114         | 0.895   |
| 18  | Chaco For Ever Resistencia  | 0/0           | 0/0           | 32/38         | 32/38           | 0.842   |
| 19  | Racing Córdoba              | 31/38         | 33/38         | 32/38         | 96/114          | 0.842   |
| 20  | Instituto Córdoba           | 33/38         | 23/38         | 26/38         | 82/114          | 0.719   |

### Baraż o utrzymanie się w lidze
| Data         | Mecz                                                                                            |
| ------------ | ----------------------------------------------------------------------------------------------- |
| 25 maja 1990 | Chaco For Ever Resistencia – Racing Córdoba 5:0 mecz rozegrany został na stadionie Boca Juniors |

- Obok klubu Instituto Córdoba  do drugiej ligi spadł zespół Racing Córdoba

## Liguilla Pre Libertadores 1989/1990

### 1/2 finału
| Data         | Mecz |
| ------------ | --- |
| 27 maja 1990 | Boca Juniors – Deportivo Español 1:0 Abramovich                                                                                     |
| 27 maja 1990 | Independiente – Rosario Central 1:1 Alfaro Moreno – Pizzi                                                                           |
| 30 maja 1990 | Rosario Central – Independiente 1:3(dog) Pizzi – Alfaro Moreno(2), Villarreal Awans: Independiente                                  |
| 31 maja 1990 | Deportivo Español – Boca Juniors 1:1 Parodi – Graciani mecz rozegrany został na stadionie klubu Vélez Sarsfield Awans: Boca Juniors |

### Finał
| Data         | Mecz                                     |
| ------------ | ---------------------------------------- |
| 3 lipca 1990 | Boca Juniors – Independiente 1:0 Pico    |
| 6 lipca 1990 | Independiente – Boca Juniors 0:1 Latorre |

- Obok mistrza Argentyny klubu River Plate do Copa Libertadores 1991 zakwalifikował się zwycięzca turnieju Liguilla Pre Libertadores, klub Boca Juniors